# Moszkitó-part
A Moszkitó-part (vagy Miszkitó-part), más néven Moszkitó Királyság vagy Miszkitó Királyság, történelmi államalakulat volt a mai Nicaragua keleti és Honduras déli partvidékén. Az államot az itt élő helyi moszkitó indiánoktól kapta. A terület sokáig a Brit Birodalom befolyása alatt állt. A Moszkitó-partot 1894-ben csatolták Nicaraguához, azonban 1960-ban a volt királyság északi területét Hondurasnak ítélte a Nemzetközi Bíróság.
 A 19. században a királyság léte komoly kérdést vetett fel a nemzetközi diplomácia terén Nagy-Britannia, az Egyesült Államok, Nicaragua és Honduras között. A Brit Miszkitó meghatározást is gyakran alkalmazzák, hogy meg lehessen különböztetni Nicaragua más partvidékeitől. A Moszkitó-part a Karib-tenger menti sávban feküdt, az északi szélesség a 11°45' és 14°10' között, észak–déli távolsága 400 km, legnagyobb szélessége 64 km volt. Az északi határát a Wawa folyó, a nyugatit a Csendes-óceán, keleten a nicaraguai fennsík, délen pedig a Río Rama folyó alkotta. Legnagyobb városa és utolsó fővárosa Bluefields volt.

## Történelem
Az európaiak érkezése előtt a területen elszórtan éltek kisebb-nagyobb indián törzsek, főleg sumuk és payák. Kolumbusz Kristóf a negyedik felfedező útján érintette a partvidéket. Részletes spanyol beszámolók és leírások csak 16. század utolsó, illetve a korai 17. századból állnak rendelkezésünkre. A földrajzi elhelyezés szempontjából a területet két "tartományra" osztották, ezek Taguzgalpa és Tologalpa voltak. A spanyol misszionáriusok közel 30 nép nevét jegyezték fel, habár Karl Offen kutatásai kimutatták, hogy sokan voltak, de többségüket különböző nyelvjárásokba sorolta, különböző vízgyűjtő területek elhelyezkedésének figyelembevételével.

### Kísérlet a spanyol gyarmatosításra

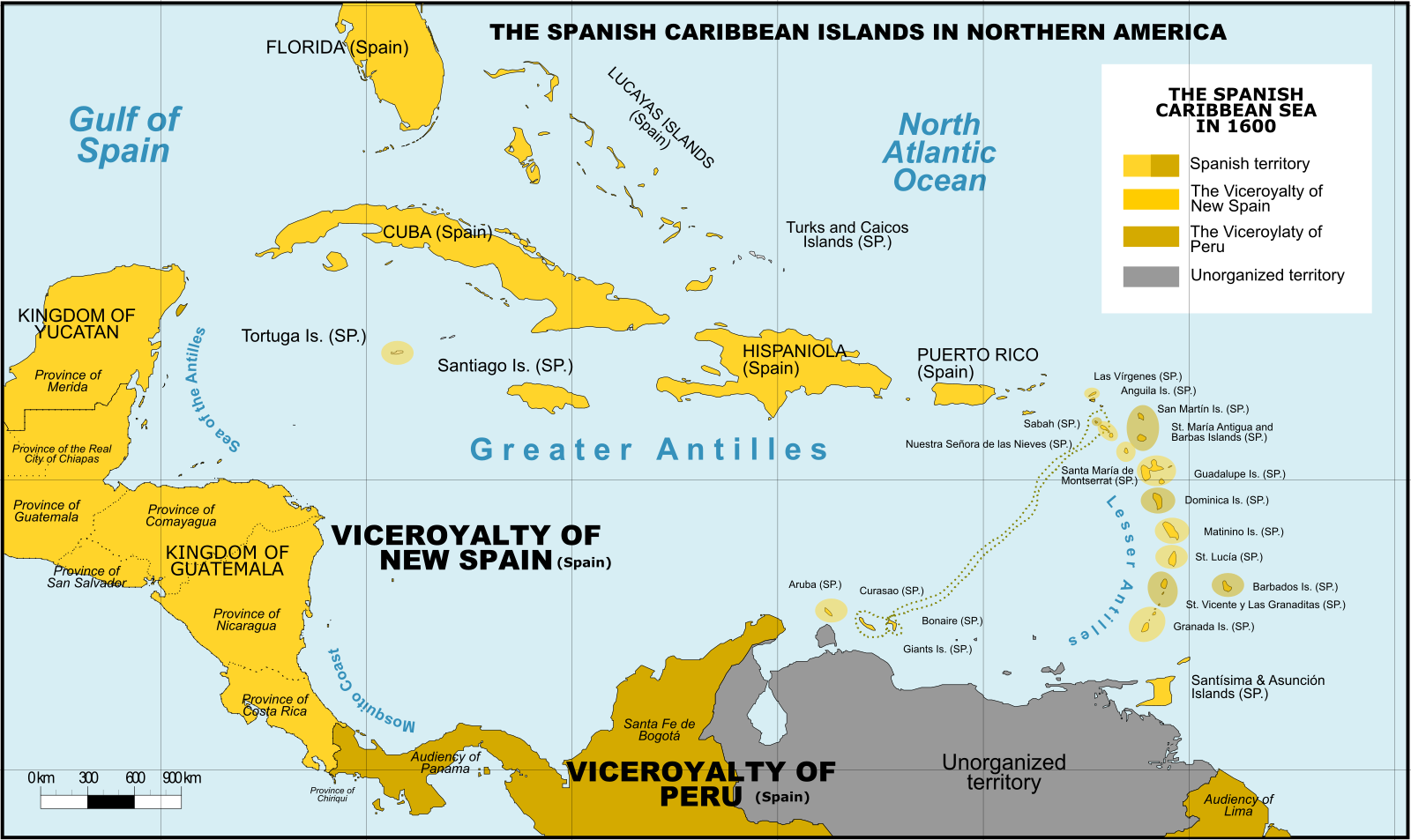
A Karib-tenger térsége 1600 körül

A Spanyol Birodalom több kísérletet is tett a vidék megszállására. Taguzgalpa, Tologalpa vidékére 1545-ben, majd 1562-ben, 1577-ben és 1594-ben is érkeztek hódító csapatok,de nincs bizonyíték arra, hogy ezek a területfoglalások eredményt hoztak volna. A spanyolok nem tudták gyarmatosítani a partszakaszt a 16. században. A 17. században több misszionárius is érkezett a területre. A legtöbb kísérletet a Ferencesek vezették 1604 és 1612 között, Cristóbal Martinez vezetésével 1622-ben, majd 1667 és 1675 között is kísérletet tettek a terület katolizálására. Ezek az erőfeszítések azonban semmilyen eredményt nem hoztak.
A sikertelen spanyol gyarmatosítás után a terület független maradt, külső állam ellenőrzése nélkül. Ez lehetővé tette, hogy az őshonos nép továbbra is a hagyományos életformát kövesse. A későbbiekben holland és angol kalózok garázdálkodtak a vidéken.

### A Moszkitó Királyság létrejötte
Bár a legkorábbi beszámoló nem említi, hogy mikor jött létre a független királyság, de biztos, hogy a tizenhetedik század elején. Az egyik király ezután ellátogatott Angliába 1638 körül, ahol szövetséget kötött a szigetországgal.
A későbbi években a királyság erősen ellenállt a spanyol támadásoknak, az országban reneszánszukat élték a spanyolellenes csoportok, angol, francia kereskedők és kalózok vízért és élelemért álltak meg itt. Az első részletes beszámolót a királyságról egy kalóz, akit csak M. W. néven ismernek, írta le a külföldi szervezetek működését, vezetőjüket "királynak" nevezte.

#### A korai brit szövetség
Az első brit kapcsolatok a királysággal 1630 körül kezdődtek, amikor követek érkeztek a szomszédos angol gyarmatokról. Az ország 1631-41 között a Providence-szigeti Társaság befolyása alatt állt.
A Társaság támogatta a trónörökös látogatását I. Károly angol királynál. Amikor a király meghalt, a fia hazatért, majd országát angol védnökség alá helyeztette. 1641-ben a spanyolok megszerezték az angol kereskedelmi szigetet, így Angliának egy időre megszűntek a kapcsolatai Közép-Amerikával. Jamaica 1655-ben angol kézre került, ezzel egyetemben Oldman király Londonba látogatott. A történetek szerint a fia, Jeremiás vette át a hatalmat 1687-ben, aki jó kapcsolatot ápolt II. Károly angol királlyal.

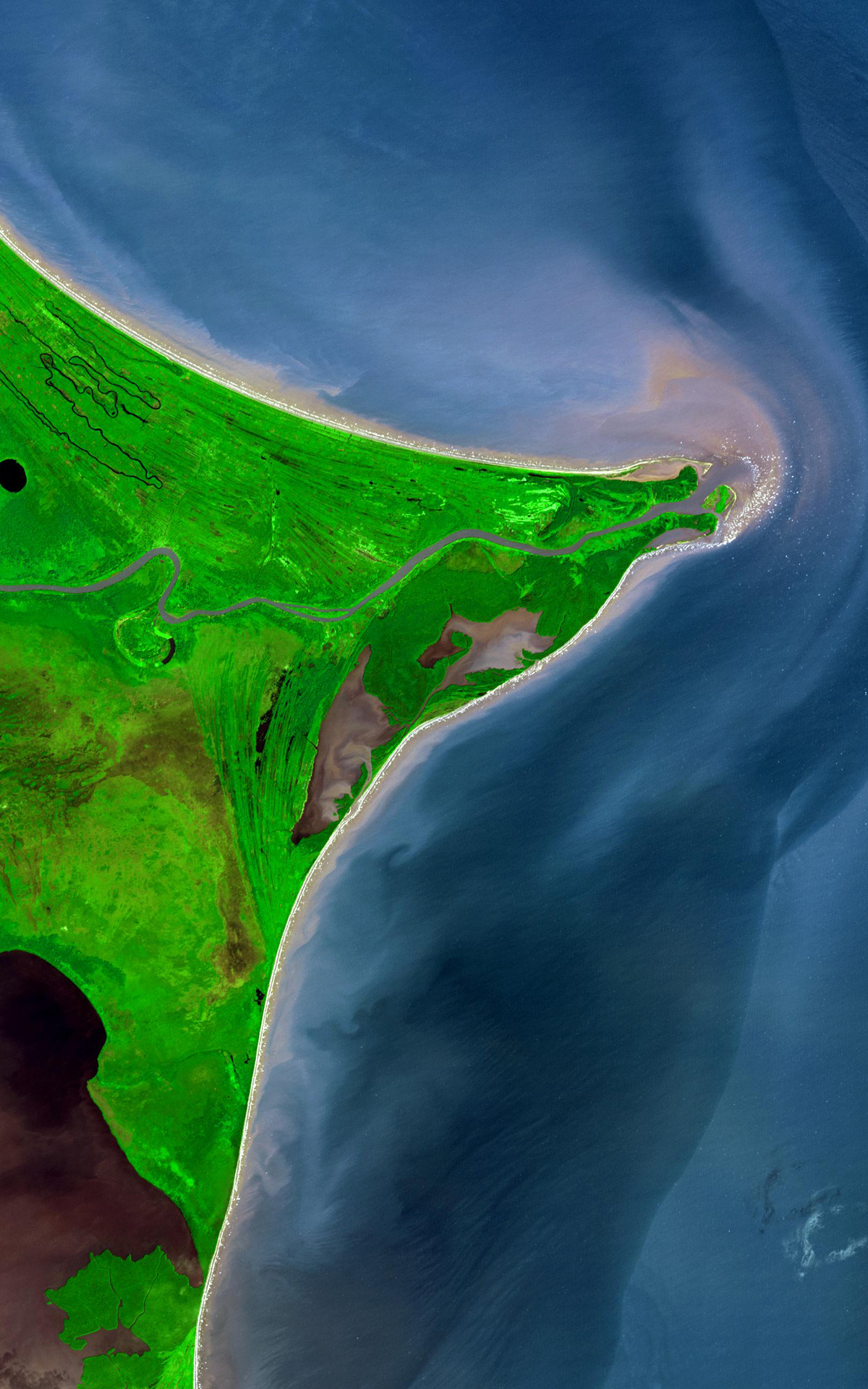
A Wanks vagy Kókusz-folyó az északi határa volt a Moszkitó Királyságnak.

Az idők folyamán, a miszkitók több más törzzsel és bevándorlóval keveredtek a 17. század közepén. Több indián népesség a környező spanyol gyarmatokról menekültek ide. A helyiek csak fokozatosan fogadták el az ismeretlen, új kultúrákat. A kevert népcsoport északabbra vándorolt és a Kókusz-folyó közelében telepedtek le. A 18. század elején elfogadták a moszkitó király fennhatóságát.
A késő 17., illetve a korai 18. században, a moszkitó zámbók vezetésével a még független törzsek és Spanyolország gyarmatai ellen vezettek hadjáratokat. Ekkor érte el a királyság legnagyobb kiterjedését, északon a Yucatán-félszigetig, délen Costa Rica partvidékét sikerült megszerezniük. Aktívan részt vettek a brit rabszolga-kereskedelemben ahol afrikaiakat szállítottak Jamaicára és más brit gyarmatokra, főleg cukornádültetvényen végzendő munkákhoz.

#### Szociálpolitikai rendszer
Bár angol leírások az említett területet "királyságnak" nevezik, de az ország közigazgatásával érdemlegesen nem foglalkoztak. Egy 1699-es leírásban olvasható, hogy számos kikötővárost alapítottak a part mentén, valamint az ország vezetőjét "királynak", helyettesét "kormányzónak" nevezik. A forrás írója megjegyzi, hogy az országban béke és egyenlőség van a népek között.
Az M. W. által említett címek a 18. században váltak véglegessé, nagyjából az angol letelepedők érkezésével egy időben. Ugyanakkor a Moszkitó Királyság négy különböző kerületre lett felosztva a lakosság és a földrajzi helyzet figyelembevételével. Északon a sambusok, délen tavirai miszkitók alkották a népességet. A király, akinek az uradalma a Kókusz-folyó déli oldalán terült el, beleszámítva a Kukalaya-lagúnát és a Homokos-öblöt, külön közigazgatási egységet alkotott. Egy sambu tábornok Trujillo központtal szervezett kerületet, míg a kormányzó székhelye Tawira volt. A déli területeket csak később vonták be az egységes közigazgatásba, az országrész élére pedig ismét egy helyi tábornok került kinevezésre. 1760 körül alapították meg a leendő fővárost, Bluefieldset.

#### A brit betelepülés időszaka
1740. március 16-án I. Eduárd moszkitói király ratifikálta a barátság és szövetség londoni szerződését és Robert Hodgsont nevezték ki az állam nagykövetének. A szerződés tartalmazta a szuverenitás mértékét, ezzel egyetemben a Moszkitó Királyság Nagy-Britannia protektorátusává vált.
Nagy-Britannia elsődleges célja és sikere a szerződés megkötésekor az volt, hogy a „Jenkins füle” háborúban szövetségest keressen a spanyolok elleni invázióhoz. Ehhez nélkülözhetetlen volt egy szabad partszakasz, ahonnan gyors támadásokat lehetett indítani (Brit Honduras blokád alatt állt). Ez a katonai együttműködés biztosította a brit gazdasági érdekeket, de Moszkitó is nagy előnyre tett szert a háború után.
A kedvező kapcsolatoknak köszönhetően a későbbi királyok is engedményeket tettek a brit kereskedők részére, 1742-ben pedig engedélyezték az első kereskedelmi telep létrehozását. Az újonnan alapított brit település különösen a Fekete-folyó területén található nyersanyagok kitermelésében vett részt. A brit ültetvényeken főleg mahagónit és kávét termeltek. A legtöbb afrikai rabszolgát a brit fosztogatások hozták a szomszédos spanyol gyarmatokról. 1786-ban több száz brit állampolgár lakott a parton, valamint több ezernyi afrikai rabszolgát tartottak.
A moszkitó királyok rendszeresen kaptak ajándékot a Brit Birodalomtól fegyverek, fogyasztói áruk, illetve elszökött rabszolgák formájában.

#### A britek kivonulása
Spanyolország, amely igényt tartott a területre, nehezen védekezett a békeidők alatti moszkitó betörésektől. Amikor 1775-ben kirobbant az amerikai függetlenségi háború, spanyol csapatok kísérletet tettek a britek kiűzésére. Megszállták a Fekete-folyó völgyét és a Ronatán-szigetet; azonban előrenyomulásuk kudarcba fulladt, amikor fegyveres telepesek támogatásával, az angol–ír származású katona, Edward Despard megfutamította az ellenséget a Fekete-folyó menti csatában.
Bár Spanyolország nem tudta elfoglalni a partvidéket, a béketárgyaláson sikerült kikényszerítenie a területi igényeit. Az 1786-os londoni egyezményben Nagy-Britannia kénytelen volt lemondani protektorátusáról, valamint, kötelezve lett a brit telepesek és rabszolgáik Brit Hondurasba való költöztetéséről. Egyes telepesek és rabszolgák maradtak, miután hűséget esküdtek a spanyol királynak és Bluefieldsbe költöztek.

### Spanyol megszállás

#### Spanyol betelepülés, a kormányzati forma átszervezése
A Moszkitó-partot beolvasztották a Guatemalai Kapitányságba. A kezdetek óta azonban a fővárossal nehezen létesíthető kapcsolat megkönnyítette a moszkitó indiánok elszigeteltségét, ezért a területet később az Új-granadai Alkirályságba olvasztották. A kormányzó, Francisco Gil deTaboada azt javasolta, hogy a Moszkitó-partot át kellene csatolni a Kubai Kapitányságba, de a spanyol korona elutasította kezdeményezését. Guatemala tiltakozott a kormányzó Bluefieldsbe való költözéséről, aki egy korábbi brit tábornok volt a Moszkitó-parton, majd hűséget esküdött a spanyol királynak. Ifjabb Robert Hodgson-t hűséges volt és jó kapcsolatot ápolt a helyiekkel, megvédte az új-granadai helytartó, José Manuel de Ezpeleta, valamint úgy vélte, hogy Hodgson moszkitói kormányzósága létfontosságú volt, hogy elkerüljenek egy esetleges forradalmat. Hodgson ugyanúgy nevezett apja volt az első brit kormányzó 1749 és 1759, valamint 1767 és 1775 között.
A spanyolok remélték, hogy sikerül megnyerniük moszkitói nemeseket azáltal, hogy engedélyezték az angol nyelv oktatását Guatemalában, mivel sok moszkitó már tanult korábban Jamaicában. Katolikus misszionáriusok is érkeztek azzal a céllal, hogy megtérítsék a bennszülött lakosságot. Az új kormányzat intézkedései hátrányos helyzetbe hozták az őslakosokat, emiatt feszültségek keletkeztek az északi régiókat ellenőrző, brit szövetséges II. György király, és a spanyolbarát déliek között.
A spanyolok arra is kísérletet tettek, hogy megszállják a még britek által lakott területet. 1787-ben nagyjából 1200 telepes költözött ide az Ibériai-félszigetről és a Kanári-szigetekről. A spanyol telepesek Sandy Bay, Gracias a Dios és a Fekete Folyó mentén telepedtek le, de nem költözött egyikőjük sem az új fővárosba, Bluefieldsbe.

#### Miszkitó forradalom
Az új kolónia sokat szenvedett a spanyol uralom alatt, ennek következtében sok telepes halt meg származásuk miatt, a moszkitó korona pedig bojkottálta a spanyol eredetű termékeket. A megszállt ország tovább kereskedett Jamaicával, amikor kirobbant az 1796-tól 1808-ig dúló angol–spanyol háború. 1797-ben II. György király hadsereget szervezett, elfoglalta Bluefieldset és elűzte Hodgsont. A spanyol királyi csapatok 1800 szeptember 24-én végső vereséget szenvedtek és kivonultak az országból. Egy évvel később azonban a király váratlanul meghalt. A brit származású George Henderson, aki ellátogatott a Moszkitó-partra 1804-ben, sokaktól azt hallotta, hogy a királyt István nevű öccse mérgezte meg, hogy átvegye a hatalmat és békét kössön a spanyolokkal. Annak érdekében, hogy megakadályozzák István a hatalomra törését, Robinson tábornok felkereste II. György fiát Jamaicán és a nevében régenstanácsot hoztak létre.
Miután a spanyolok helyére ismét britek érkeztek, a többi spanyol gyarmaton is megjelentek a függetlenségi törekvések. A spanyol kormány elhatározta gyarmatain a politikai befolyás növelését, de a belpolitikai válság és a rossz gazdaság következtében Spanyolország amerikai gyarmatai kivívták függetlenségüket. Míg a spanyolok nem tudták visszaállítani hatalmukat a kontinensen, addig az 1803-ban kiadott királyi dekrétum alapján a frissen függetlenedett államok próbálták megállapítani a határokat. A 19. században folyamatos területi vita állt fenn Nagy-Kolumbia és a közép-amerikai államok között.
Időközben II. György testvére, István tárgyalásokat folytatott Spanyolországgal, akik viszonozták közeledését és hagyományos ajándékokkal támogatták uralmát, de később megromlott a két ország viszonya és István elfoglalta a még spanyol kézen lévő tartományokat. 1815-ben István (aki magát a partvidék régensének nevezte) és 33 miszkitó nemes I. György Frigyes Ágostot elfogadta királyuknak. A koronázást Belizében tartották 1816 január 16-án. A brit támogatás elnyerése céljából felszámolták a régenstanácsot. Eközben Spanyolország elveszítette Új Granadát 1819-ben, és Közép-Amerikát 1821-ben, amikor létrejött az I. Mexikói Császárság.
A háborúk után függetlenedett mindkét hatalom fenyegetést jelentett a Moszkitó Királyságra nézve, ezért az uralkodók megújították szövetségüket Nagy-Britanniával, és Belize helyett Jamaica lett a két ország közötti összekötő kapocs. 1824-ben Róbert Károly Frigyes lett az uralkodó apja halála után.

#### Gazdasági fellendülés

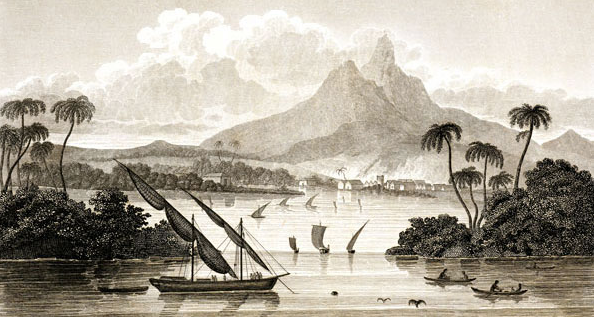
Fiktív kép a Fekete-folyó menti Poyalis területről

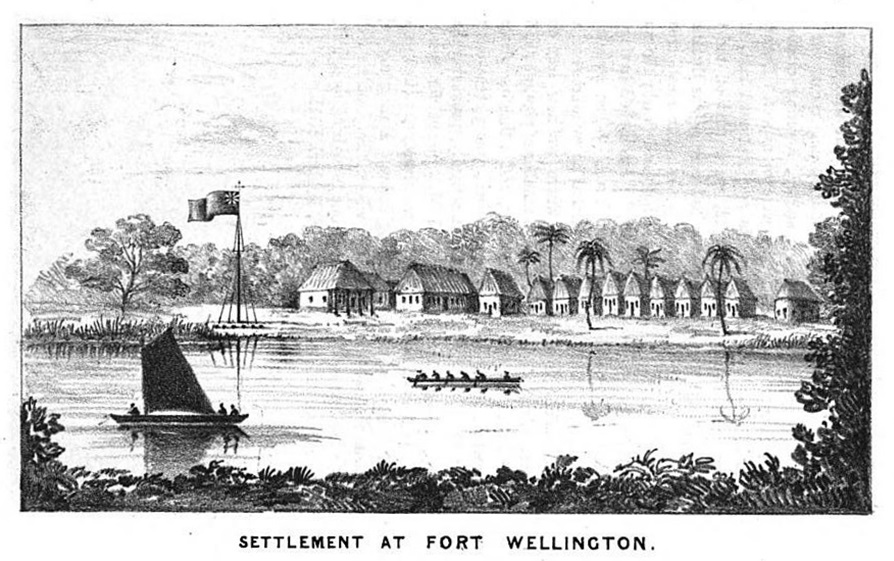
Fort Wellington és a Fekete-Folyó az 1840-es években

A moszkitó királyok lehetővé tették, hogy külföldiek is letelepedjenek országukban, de csak azzal a feltétellel, hogy tiszteletben tartják az őslakosok földjeit, szokásait és kultúráját.Legnagyobb számban brit kereskedők és hondurasi garifura indiánok érkeztek az országba. 1820 és 1837 között a skót szélhámos, Gregor MacGregor úgy nevezte magát, mint Poyalis ura. Nemességét I. György Frigyes Ágosttól kapta és bányászati jogot kapott földjeire. A behívott angol és francia telepesekkel elhitette a terület fejlettségét és hangoztatta, hogy csak megfelelő munkaerőre van szüksége. A telepesek többsége azonban csalódott volt és többségük trópusi betegségekben haltak meg. A befektetők ezután elhagyták az országot és MacGregor vállalata csődbe ment. Az 1830-as és 1840-es években Róbert Károly Frigyes több kiskereskedőnek is előnyt biztosított, ilyenek voltak William Hodgson és a Shepherd testvérek (Peter és Samuel).

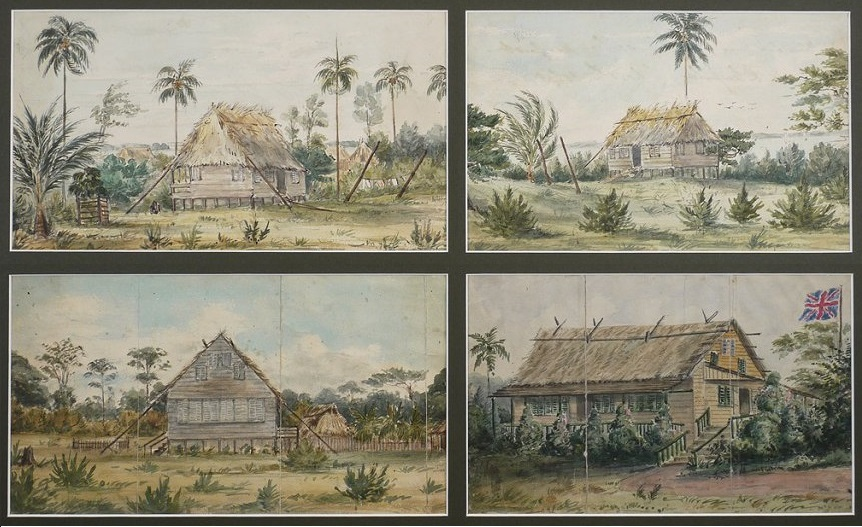
Faházak Bluefieldsben, 1845-ben

Ezalatt az Európába irányuló mahagóni kereskedelem jelentette az ország legfőbb bevételi forrását, de jelentős exportkereskedelmet folytatott a közeli brit gyarmatokkal is. A királyság Belize mellett az egyik legfontosabb faiparral rendelkező ország volt Közép-Amerikában. 1837-ben Nagy-Britannia hivatalosan elismerte a Moszkitó Királyságot mint független államot és lépéseket tett a közép-amerikai államokkal való békés együttélésre.
A gazdaság bővítése számos gyártulajdonost vonzott az Egyesült Államokból, akik profitáltak az ipari fejlődéssel és tőkealapú befektetéseket hoztak létre. Ezalatt sokan vándoroltak be az országba Amerika más országaiból, Európából, a karibi szigetekről (főleg a rabszolgaság 1841-es eltörlése után), valamint Szíriából és Kínából. A bevándorlók többsége a főváros környékén telepedett meg ahol keveredtek a helyi lakossággal és a rabszolgák leszármazottaival. Az angol nyelvtudás előnyt jelentett a gyáriparban dolgozóknak, így hamarosan a kreolok kerültek túlsúlyba, de nagy igény jelentkezett a külföldi munkavállalók iránt is. Az őslakosság megtartotta tradicionális mezőgazdaságát, így ők keresték meg a legkevesebb havi fizetést.
1841 augusztusában egy brit hajó a londoni kormány tudomása nélkül, a moszkitó király és a belize-i kormányzó vezetésével megszállták Nicaragua egyetlen, Karib-tengeri kikötőjét és a San Juan-folyó torkolatát, ezzel meggátolva egy lehetséges óceánközi csatorna építését. A kikötő parancsnokát elrabolták, majd egy elhagyott tengerparton hagyták, valamint felszólították a lakosságot, hogy hagyják el a területet 1842 márciusáig. A Nicaraguai kormány tiltakozott, emiatt a megszálló csapatok nem ürítették ki a területet. A konfliktus után MacDonald kormányzót egyik ország bírósága sem ítélte el.

#### Második brit protektorátus, amerikai krízis
1844-ben a brit kormány bejelentette, hogy új protektorátust hoz létre a királyság területén. Patrick Waltert nevezték ki konzulnak Bluefields székhellyel. A királyságban eluralkodott az anarchia a király halála után, de Texas amerikai annektálása és a brit csatornaépítési törekvések sem javítottak az ország helyzetén.
A protektorátus felügyelete alá tartozott az északi Cape Hondurastól a déli San Juan-folyó torkolatáig, beleértve San Juan del Nortét. Nicaragua elutasította a protektorátus hódítását, ismét csapatokat küldött San Juan del Norte elfoglalására. Az új moszkitó király II. György Frigyes Ágost válaszul ultimátumot küldött Nicaraguának, amelyben felszólított minden nicaraguai erőt a kikötő elhagyására 1848 január 1-ig. Nicaragua segítséget kért az Egyesült Államoktól, de az amerikaiak, a mexikói háború miatt elutasították kérelmüket. Miután az ultimátum lejárt, a moszkitó–brit csapatok a király és Patrick Walker vezetésével elfoglalták Nicaragua maradék partvidékét, majd a Nicaragua-tó vidékét. Walker a döntő csatában belefulladt a tóba, de a háborút így is a moszkitók nyerték meg. Március 7-én Nicaragua aláírta békeszerződés, amelyben átadta San Juan del Nortét és a környező vidéket. A város ezután a jamaicai kormányzóról Greytownnak nevezték el.
A mexikói háború után az Egyesült Államok arra a következtetésre jutott, hogy Nicaraguával, Salvadorral és Hondurasszal szövetséget kell kötnie a britek ellen, akik most azzal fenyegetőztek, hogy elfoglalják a Tigris-szigetet, amelyre Honduras is igényt tartott. Miután a brit és az amerikai csapatok összecsaptak El Tigre mellett, a kormányok békére szólították fel parancsnokaikat és erőiket, majd aláírták a Clayton–Bulwer-szerződést. A dokumentumban a két nagyhatalom ígéretet tett, hogy biztosítja a leendő csatorna semlegességét, valamint Nicaragua, Costa Rica, a Moszkitó Királyság vagy bármely más amerikai állam nem csatlakozhat semmilyen szövetséghez és nem lehet protektorátus vagy gyarmat.
Az Egyesült Államok azt feltételezte, hogy ez a szerződés véget vet a brit jelenlétnek Közép-Amerikában,míg Nagy-Britannia azzal érvelt, hogy csak a hódításainak megállítását jelentette, valamint az 1844. évi protektorátus és az 1848-as békeszerződést még mindig érvényes. November 21-én, az amerikai Prometheus gőzhajóra tüzet nyitott egy brit hadihajó, mert nem fizettek használati díjat Greytownban. Az egyik utas Cornelius Vanderbilt volt, üzleti mágnás, s az egyik leggazdagabb ember az Egyesült Államokban. A brit kormány bocsánatot kért az Egyesült Államoktól, miután az két fegyveres szlúpot küldött a vizekre.
Több más incidens történt a következő években. 1852-ben Nagy-Britannia elfoglalta a Bay-szigeteket Honduras partjainál, azzal az indokkal,hogy a szigetek Belize részét képezték a szerződés aláírásakor. 1853-ban az amerikai tulajdonú Tartozék Árutovábbítási Cég greytowni épületeit kifosztották, a helyiek tönkretették a berendezést és a gépezeteket. 1854-ben, egy amerikai gőzös kapitánya megölt egy greytowni kreol és borlandi lakost, akik Greytownban maradtak egy sikertelen gyilkossági kísérlet után. Egy példa az hadihajó-diplomáciára: az amerikaiak elküldték a USS Cyane-t, 24 000 dollárral a fedélzetén, hogy fedezzék kártérítést, ami a záloga volt a jövőbeni békének.A feltételekben nem tudtak dűlőre jutni, aminek következtében az amerikai legénység felgyújtotta a várost. Súlyos károk jelentkeztek az épületekben, de senki sem halt meg. A figyelmet lefoglalták az ez idő alatt dúló krími háború, a két ország kormánya bocsánatkérésre szólították fel a másik felet, de érdemi változás nem történt, a feszültség mindvégig megmaradt a környéken.
1859-ben a brit kormány megváltoztatta a véleményét, miszerint már nem tudják támogatni moszkitói jelenlétüket. Nagy-Britannia visszaadta a Bay-szigeteket és a Moszkitó Királyság északi részét Hondurasnak, illetve tárgyalásokat folytatott Guatemalával Belize területéről. A következő évben Nagy-Britannia aláírta a managuai szerződést amelyben átengedik a Moszkitó-part maradék területét Nicaraguának.

#### AHerrnhuti testvérgyülekezetMoszkitóban
Az 1840-es években két brit állampolgár, akik körbeutazták Európát és hirdették a Cabo Gracias a Dios menti földjeiket. Tevékenységükre Károly porosz herceg is felfigyelt, és bevett szándéka volt egy porosz kereskedelmi telep létrehozása a régióban. A tevékenységet, mint kolonizációs törekvést beszüntették, de ezalatt több szász nemzetiségű kereskedő érkezett a területre. Ezzel egyetemben érkeztek az első misszionáriusok 1848-ban, akik ajánlólevelet kaptak Lord Palmerstontól. 1849-ben a Bluefieldsben alapították meg központjukat, fő céljuk pedig királyi család, valamint a kreol lakosság megtérítése volt.

### A managuai szerződés
1860. január 28-án Nagy-Britannia és Nicaragua aláírta a managuai szerződést, aminek következtében Cabo Gracias a Diost és Greytownt Nicaraguához csatolták. A szerződés kísérletet tett a Kókusz-folyó menti vitatott államhatár kijelölésére. Ennek következtében Cabo Gracias a Dios két részre szakadt. 1869-ben, Honduras kísérletet tett a város visszavételére, de csak 91 évvel később, a Nemzetközi Bíróság ítélete alapján sikerült megszereznie a területet.
Az 1860-as szerződés azt is kikötötte, hogy a Moszkitó Királyság (most már csak a lecsökken Bluefields körüli terület), Nicaragua autonóm tartománya lesz. A királyság alkotmányát 1861 szeptember 13-án II. György Frigyes Ágost írta alá, de csak mint a terület hivatalos kormányzója. Az alkotmány eltörölte a katonai címeket, valamint létrehozott egy 41 fős tanácsot, amelynek tagjait nyolcévente választották. A tanácsba nem csak moszkitók, hanem számos herrnhuti is bekerült, az első ülés megnyitóját is az egyik képviselőjük olvasta fel. 1870-ig a nicaraguai kormány 1000 dolláros kártérítést fizetett moszkitó kormányzójának.
1865-ben II. György Frigyes Ágost halála után még négy év volt hátra a következő választásokig, a helyi és a managuai kormány között éles vita húzódott az örökletes kormányzóság elismeréséről. Amint az alkotmány is kimondta, hogy a kormányzót nem az emberek választották, vagyis az előző uralkodó közvetlen rokonának és moszkitó származásúnak kell lennie. A tanács kifogást látott azzal szemben, hogy az elhunyt király egyik felesége sem moszkitó származású volt, emiatt gyermekeiket kizárták az öröklésből. A választást, amelyen Vilmos Henrik Clarence-t választották meg (a megboldogult király unokaöccse volt), a nicaraguai kormány nem ismerte el. A frissen megválasztott kormányzó segítséget kért Nagy-Britanniából, arra hivatkozva, hogy az anyaország nem tartja be az 1860-as szerződés pontjai és nem veszi figyelembe az autonóm terület alkotmányát, ami veszélyezteti önrendelkezési jogukat.
1881-ben Nicaragua és Nagy-Britannia tárgyalásokat kezdeményeztek, amelyek elsődleges célja az 1860-as szerződés vitatott pontjainak megvitatása és egy reális kompromisszum megkötése volt. DöntőbírónakI. Ferenc Józsefet, az Osztrák–Magyar Monarchia uralkodóját kérték fel. Június 2-án megszületett a végső döntés, amely főként a moszkitóknak kedvezett, de több, korábban elfogadott szabadságjogot mellőzniük kellett. Az új szerződés kimondta:
- a nicaraguai partszakasz belpolitikai szuverenitását (bár jóval szűkebb jogokat biztosított, mint az 1860-as szerződés).
- Nicaraguának joga van használni zászlaját a Moszkitó-parton.
- Nicaragua küldhetett parlamenti megbízottat a területre az anyaország érdekeinek biztosítása céljából.
- A moszkitók is használhatták saját zászlajukat, amennyiben tartalmazza a nicaraguai zászló elemeit. (ezt úgy oldották meg, hogy az eredeti brit protektorátusi zászló bal felső sarkába a nicaraguai zászlót helyezték el).
- Nicaragua nem aknázhatta ki a természeti erőforrásokat a helyi tanács engedélye nélkül (csak ezt az egy cikket fogadta el a tanács).
- Nicaragua nem vethetett ki különadót a be- illetve kiviteli kereskedelemre.
- Nicaraguának egy meghatározott pénzösszeget kellett fizetnie a kormányzónak.
- Nicaragua nem korlátozhatta a Greytownba irányuló termékek mennyiségét illetve minőségét, kivétel, ha az az anyaországból érkezik vagy távozik.

#### Annektálás Nicaraguába
Amikor 1894-ben Nicaragua kezdeményezte a terület teljes elfoglalását, az őslakosok heves tiltakozásokba kezdek és katonai segítséget kértek a brit kormánytól – kevés sikerrel. A helyzetet tovább rontotta, hogy az Egyesült Államok megszállta Bluefieldset, arra hivatkozva, hogy biztosítsa az ott élő amerikai állampolgárok érdekeit. Majdnem 40 évnyi autonóm státusz után, 1894. november 20-án a területet hivatalosan is beolvasztották Nicaraguába, az egykor független ország területén pedig létrehozták Zelaya tartományt. Az 1980-as években a közigazgatás átszervezésekor létrehozták az Észak-atlanti és a Dél-atlanti autonóm régiót, amelyeket független önkormányzatok vezettek. 2014-ben az atlanti középnév helyett karibit tették hivatalossá.

### Moszkitók Nicaraguában
A moszkitók az annexió után is több-kevesebb autonóm jogokat élveztek, de több összetűzés volt a kormány és egyes helyi fegyveres milíciák között. A feszültségek tovább nőttek a sandinista rezsim uralma alatt a központosított intézkedések miatt. A moszkitók sok támogatást nyújtottak az amerikai csapatoknak és az antikommunista Kontráknak.

### Moszkitó függetlenségi mozgalom
2009-ben egyes szakadár csoportok kikiáltották a moszkitó nép szabad önrendelkezését, ezzel veszélyeztetve Nicaragua keleti partvidékével való kapcsolatot. A mozgalmat Hector Williams vezette, akit hívei csak "a moszkitó néptanács nagy bírójának" hívták. A tanács igyekezett elismertetni az ország függetlenségét egy népszavazással történelmi és etnikai tényekre hivatkozva. A mozgalomnak egy 400 fős hadserege elfoglalta az akkor kormányzó párt székházát, de a népszavazást máig nem sikerült kivívniuk.

## Moszkitó királyok listája
- Oldman (1650 k.–1687)
- I. Jeremiás (1687–1718)
- II. Jeremiás (1718–1729)
- I. Péter (1729–1739)
- I. Eduárd (1739–1755)
- I. György (1755–1776)
- II. György (1776–1801)
- I. György Frigyes Ágost (1801–1824)
- Róbert Károly Frigyes (1824–1842)
- II. György Frigyes Ágost (1842–1865)
- Vilmos Henrik Clarence (1865–1879), ő és utódai már csak kormányzók voltak
- György Vilmos Albert (1879–1888)
- András Hendy (1888–1889)
- Jónás Károly Frigyes (1889–1890)
- Robert Henry Clarence (1890–1908)

## Lakosság
A nicaraguai Moszkitó-parton a 2010-es évek elején megközelítőleg 118 000 ember él. A területet 57% moszkitó  (indián), 22% kreol  (afro-európai), 15% ladinó , 4% sumu, 1% garifuna, valamint fél-fél százaléknyi kínai és egyéb indián nép lakja.
| moszkitó | kreol | ladinó | sumu | garifuna | kínai | egyéb |
| -------- | ----- | ------ | ---- | -------- | ----- | ----- |
| 57%      | 22%   | 15%    | 4%   | 1%       | 0,5%  | 0,5%  |

## Vallás
A Moszkitó-parton élő emberek többsége protestáns, ezen belül anglikán (az anglikán közösség egyik leágazása) és hernhutti.
A korai időkben több puritán család is letelepedett a területen, de a 19. század folyamán elköltöztek az Egyesült Államokba.

### Interneten elérhető források
- https://web.archive.org/web/20050506032019/http://www.flag.de/FOTW/flags/ni-mc.html – Mosquito Coast flag
- RoyalArk-Mosquitos
- Douglas, James (1867). „Account of the attempt to form a settlement in 1823, on the Mosquito Shore”. Transactions, New Series, Kiadó: Literary and Historical Society of Quebec. [2013. július 4-i dátummal az eredetiből archiválva]. (Hozzáférés: 2013. április 27.)

### Nyomtatott források
- Dozier, Craig; Nicaragua's Mosquito Shore: The Years of British and American Presence, University of Alabama Press, 1985
- Floyd, Troy S.; The Anglo-Spanish Struggle for Mosquitia, University of New Mexico Press, Albuquerque (NM), 1967
- Hale, Charles R.: Resistance and Contradiction: Miskitu Indians and the Nicaraguan State, 1894-1987. Stanford University, 1994. [2010. április 20-i dátummal az eredetiből archiválva]. (Hozzáférés: 2018. május 25.)
- Helms, Mary (1969). „The Cultural Ecology of a Colonial Tribe”. Ethnology 8 (1), 76–84. o. DOI:10.2307/3772938.
- Helms, Mary (1983). „Miskito Slaving and Culture Contact: Ethnicity and Opportunity in an Expanding Population”. Journal of Anthropological Research 39 (2), 179–197. o.
- Helms, Mary (1986). „Of Kings and Contexts: Ethnohistorical Interpretations of Miskito Political Structure and Function”. American Ethnologist 13 (3), 506–523. o. DOI:10.1525/ae.1986.13.3.02a00070.
- Ibarra Rojas, Eugenia; Del arco y la flecha a las armas de fuego. Los indios mosquitos y la historia centroamericana, Editorial Universidad de Costa Rica, San Jose, 2011
- Naylor, Robert A.; Penny Ante Imperialism: The Mosquito Shore and the Bay of Honduras, 1600–1914: A Case Study in British Informal Empire, Fairleigh Dickinson University Press, London, 1989
- Offen, Karl (2002). „The Sambo and Tawira Miskitu: The Colonial Origins and Geography of Intra-Miskitu Differentiation in Eastern Nicaragua and Honduras”. Ethnohistory 49 (2), 319–372. o. DOI:10.1215/00141801-49-2-319.
- Olien, Michael; The Miskito Kings and the Line of Succession, Journal of Anthropological Research, vol. 39, no. 2, 1983, pp. 198–241
- Olien, Michael; Micro/Macro-Level Linkages: Regional Political Structure on the Mosquito Coast, 1845–1864, Ethnohistory, vol. 34, no. 3, 1987, pp. 256–287
- Olien, Michael; General, Governor and Admiral: Three Miskito Lines of Succession, Ethnohistory, vol. 45, no. 2, 1998, pp. 278–318
- Potthast, Barbara; Die Mosquitoküste im Spannungsfeld Britischer und Spanischer Politik, 1502–1821, Bölau., Cologne, 1988
- Romero Vargas, Germán; Las Sociedades del Atlántico de Nicaragua en los siglos XVII y XVIII, Banco Nicaraguënse, Managua, 1995